# Maison des Apothicaires
La maison des Apothicaires (appelé aussi parfois maison du Change) est une maison à colombage, située au no 2, rue Carmes (côté est, au débouché sur la place du Change), dans le centre-ville de Nantes, en France.

## Historique
Cette maison construite au XVe siècle est caractéristique des habitations de l'époque ; la rue des Carmes connaissait une forte densité d'immeubles de ce type.
Cette maison est classée au titre des monuments historiques depuis 1922.
Après avoir accueilli pendant des années le syndicat d'initiatives de la ville de Nantes, puis un restaurant, elle abrite aujourd'hui un café-expo et un local associatif.

## Architecture
La maison des Apothicaires est une habitation à pans de bois, la façade sud étant essentée pour atténuer les effets de l'humidité. Son toit est en ardoise.

Détails de la façade à pans de bois
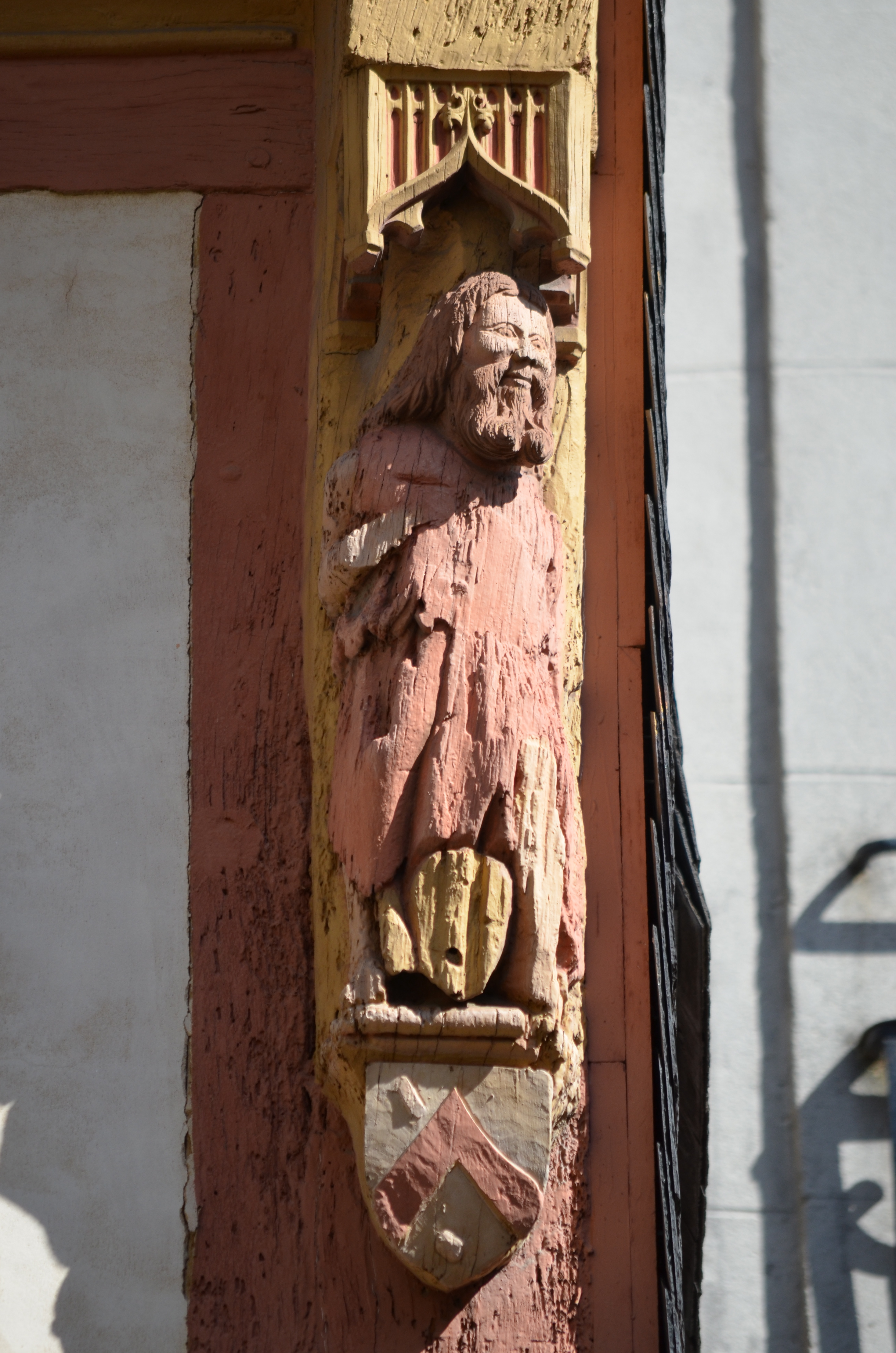
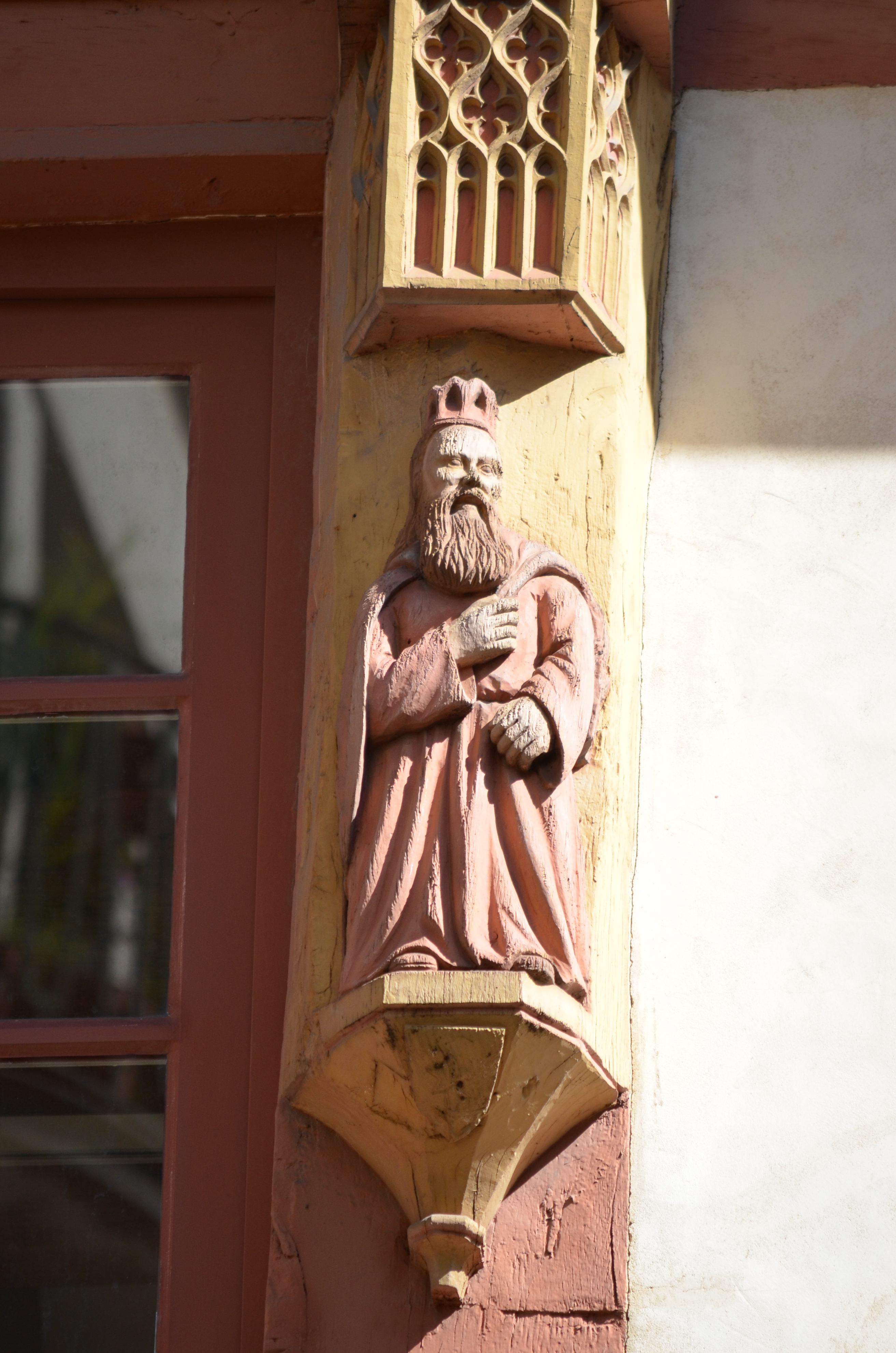
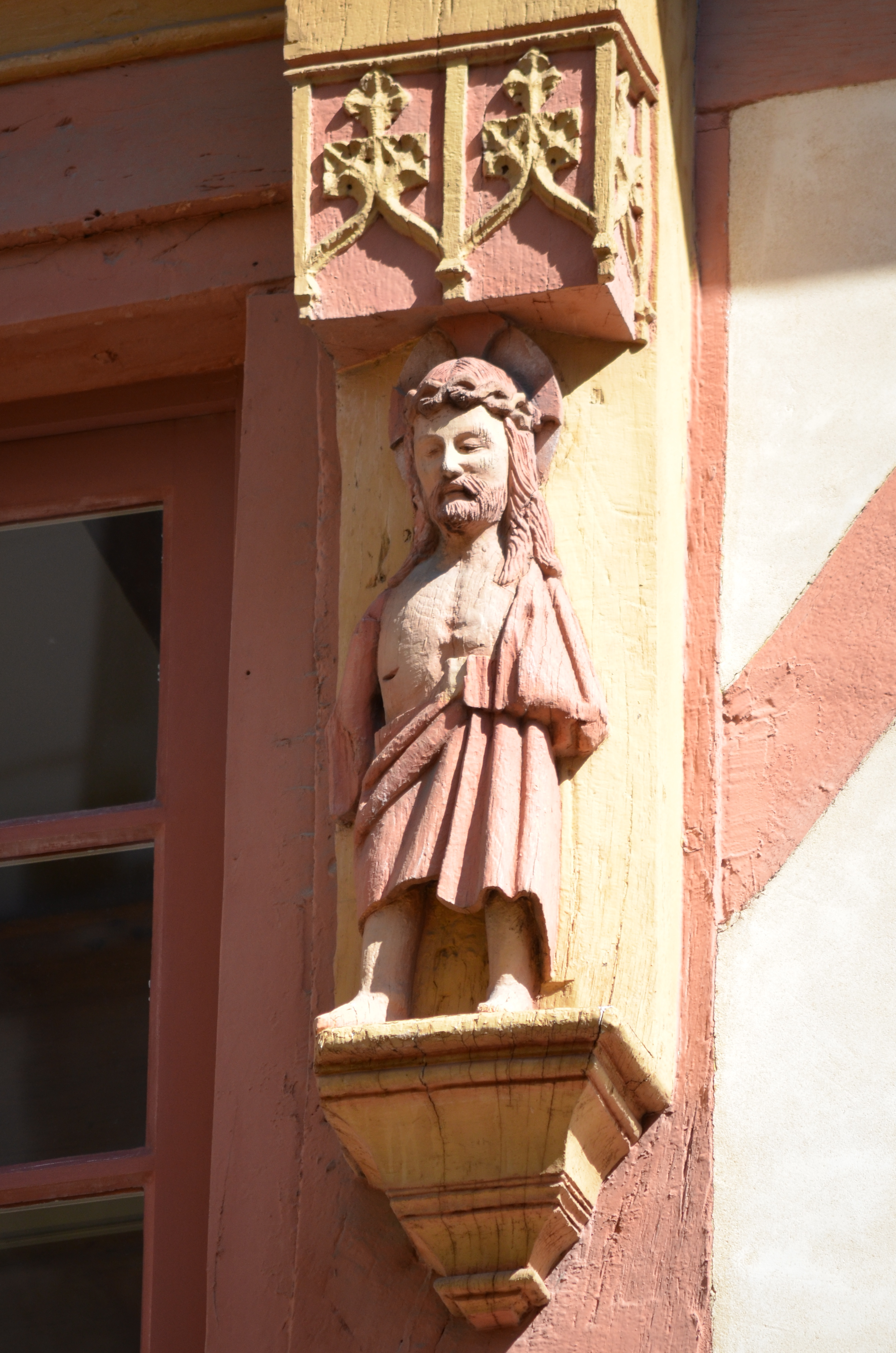
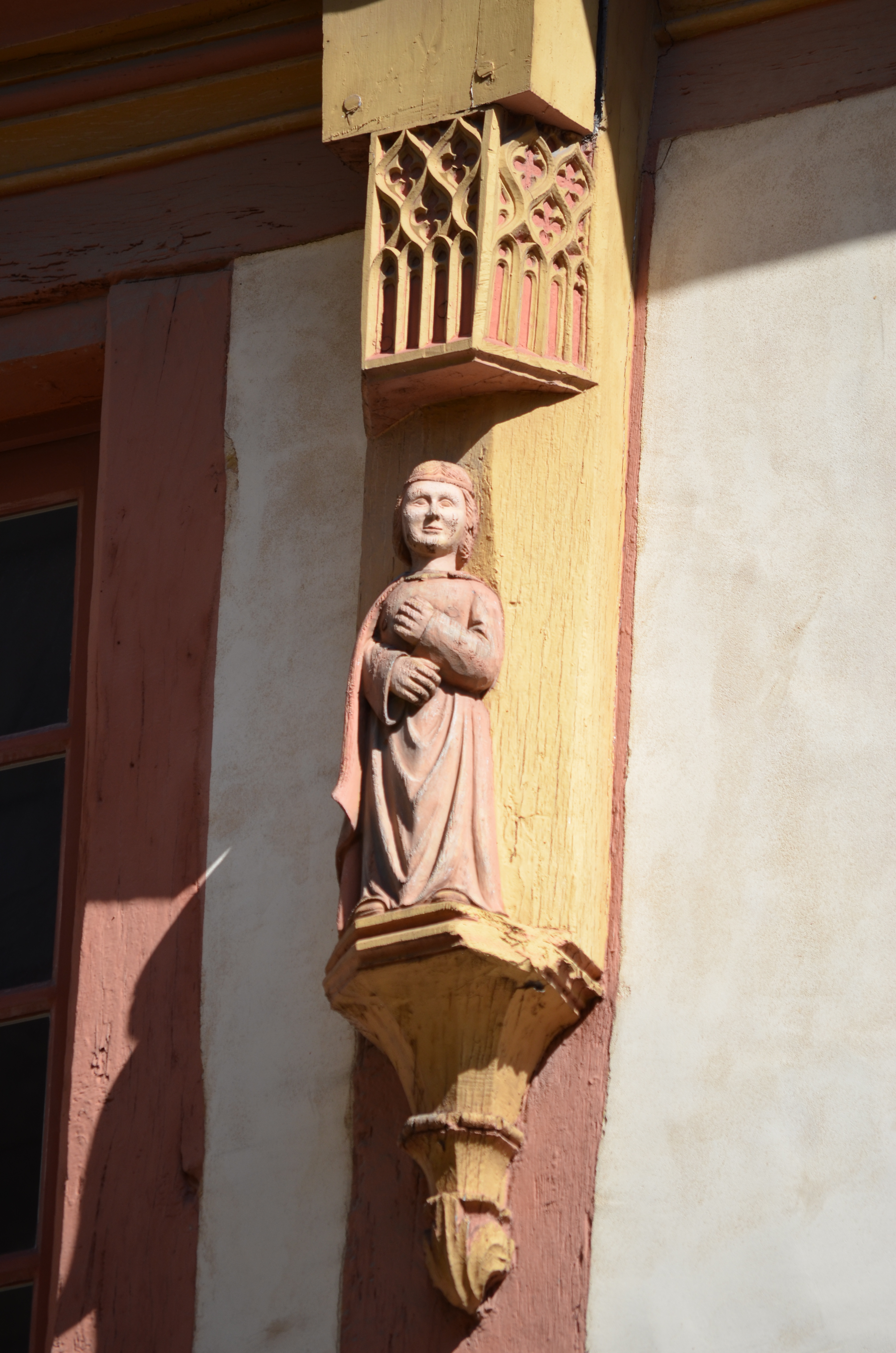
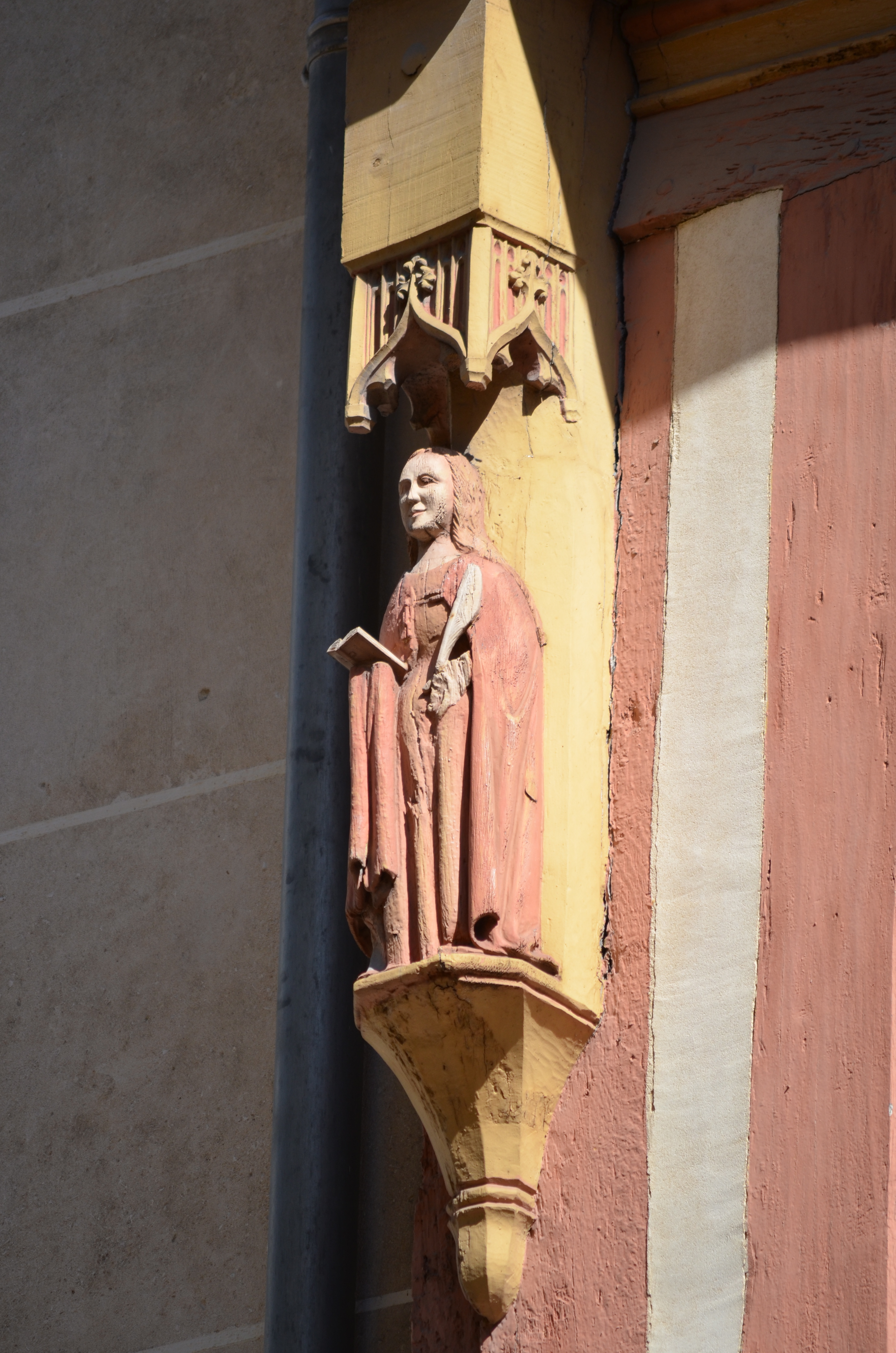
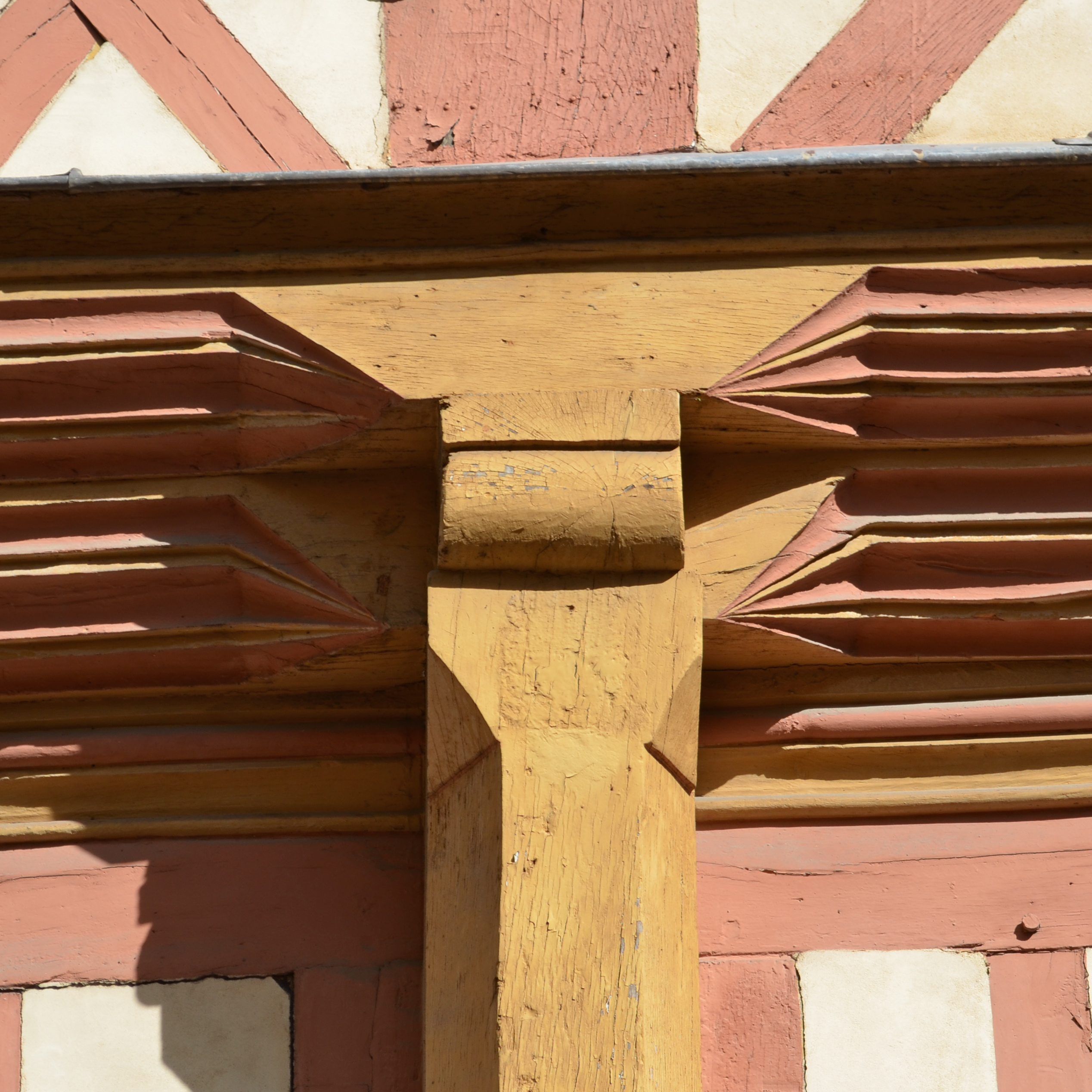